# The Lost Bracelet
The Lost Bracelet è un cortometraggio muto del 1916 diretto da Frank Mayo

## Produzione
Il film fu prodotto dalla Lubin Manufacturing Company.

## Distribuzione
Distribuito dalla General Film Company, il film - un cortometraggio di una bobina - venne distribuito nelle sale statunitensi il 10 gennaio 1916.